# Mediador lingüístico
El concepto de mediador lingüístico (del alemán Sprachmittler) abarca los de traductor e intérprete.
Entre las tareas del mediador lingüístico se incluye la construcción de un puente entre la cultura de origen y la de destino y, de ser necesario, la adaptación de la información al receptor final, como también la creación de un texto de destino según las convenciones del tipo de texto correspondiente. 